# Kabambare
Kabambare este un oraș în  provincia Maniema, Republica Democrată Congo. În 2012 avea o populație de 10 883 de locuitori, iar în 2004 avea 8 782.